# 과학 아카데미 (프랑스)

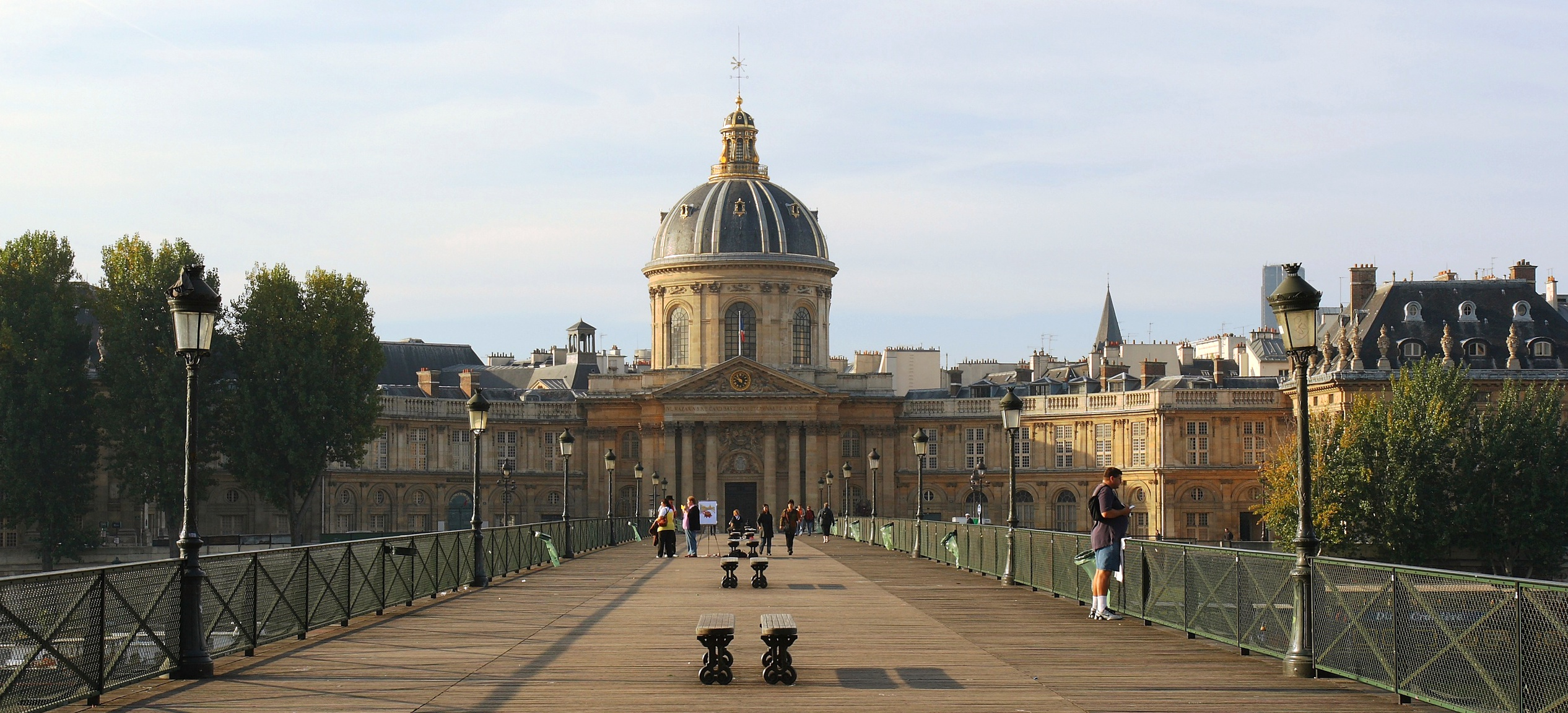

과학한림원(프랑스어: Académie des sciences 아카데미 데 시앙스[*])은 프랑스 과학 연구의 발전 정신을 촉진시키고 보호하자는 장바티스트 콜베르의 제안에 따라 루이 14세에 의해 1666년에 설립되었다. 이 기관은 영국의 왕립 학회와 함께 17, 18세기 과학의 발전을 이끌었다.

## 역사
과학한림원은 콜베르의 제안에 의해 설립되었다. 그는 1666년 12월 22일에 왕의 도서관에서 몇몇 학자들을 선발하여 일주일에 두 번씩 만남을 가졌다. 초기 30년 동안은 관련 법령이 제정되지 않았기에 한림원의 존재는 비형식적 이었다.
1699년 1월 20일 루이 14세는 한림원 관련 첫 번째 법령을 만들었다. 과학한림원은 왕립 과학한림원(프랑스어: l’Académie royale des sciences)이라는 이름을 얻게 되고, 루브르 박물관에 설치되었다. 1793년 8월 8일 국민공회(프랑스어: Convention nationale)는 과학한림원을 포함한 모든 한림원을 폐지하였다. 1795년 8월 22일 과거의 과학, 문학, 예술 한림원들을 합친 것과 같은 국립과학예술학사원(영어: National Institute of Sciences and Arts)이 만들어졌고 한림원 폐지 이전의 멤버들이 공식적으로 재 선출되었다.
과학한림원 회원은 과학자가 아닌 사람도 될 수 있었다. 1798년 나폴레옹 보나파르트는 학술적 가치를 지닌 그의 이집트 원정을 인정받아 한림원 회원으로 선출되었다. 1816년에는 다시 왕립 과학한림원으로 이름이 바뀌면서 학사원으로부터 독립하였고, 파리시의 시장이 후원자가 되었다.
제2공화국에 들어서 다시 과학한림원(프랑스어: Académie des sciences)으로 개명되었다. 이 시기에 한림원은 공교육부(프랑스어: ministre de l'Instruction publique)의 지원을 받은 대신 그들의 활동에 책임을 져야했다. 한림원은 18세기동안 기술공들의 지식을 사회와 공유할 수 있게 하는 연결점의 역할을 하면서 프랑스의 특허법을 관리했다. 그에 따라 한림원 회원들은 프랑스의 기술적 활동들을 지배하게 되었다.
한림원의 회보는 과학한림원 회지(프랑스어: Comptes rendus de l'Académie des sciences, 1835년~1965년)라는 이름으로 출판되었었으며 출판물들은 프랑스 국립 도서관(프랑스어: Bibliothèque nationale de France) 사이트에서 pdf 파일로 볼 수 있다.

### 시대적 역할(과학의 재조직화)
파리 과학한림원은 17, 18세기에 과학과 과학자에게 새로운 제도적 기반을 제공했고, 이후의 새로운 한림원 시대와 제도화된 과학을 선도했다. 파리 과학한림원의 뒤를 이어 프로이센, 러시아, 스웨덴이 국립 과학한림원을 설립했고, 국립 한림원이나 과학 학회를 본뜬 기관이 유럽 전역과 전 세계의 유럽 식민지로 퍼져나갔다.
과학한림원과 학회들은 여러 층위에서 다양한 과학 활동을 조직했다. 이 기관들은 급여가 있는 일자리를 제공했고, 상을 수여하고 현장 답사를 지원했으며, 출판 프로그램을 운영했고, 탐험과 답사를 감독했으며, 국가와 사회를 위한 다양한 특수 기능을 수행했다.

## 과학한림원의 현재
오늘날의 파리 과학한림원은 5개의 한림원들로 구성된 학사원(프랑스어: Institut de France)의 하위기관이다. 현재 150명의 정회원(영어: full members), 300명의 통신회원(영어: corresponding members), 120명의 외국인 준회원(영어: foreign associates)이 있고 모든 회원직은 종신직이다. 회원들은 수학·물리학 분야(영어: the Mathematical and Physical sciences and their applications)와 화학·생물학·지질학·의학 분야(영어: the Chemical, Biological, Geological and Medical sciences and their applications)의 두 가지 분야로 나뉜다.